# Sondra nepenthicola
Espèce
Sondra nepenthicola est une espèce d'araignées aranéomorphes de la famille des Salticidae.

## Distribution
Cette espèce est endémique d'Australie. Elle se rencontre en Nouvelle-Galles du Sud et au Queensland.

## Description
Le mâle holotype mesure 3,56 mm et la femelle paratype 3,84 mm, les mâles mesurent de 3,4 à 4,12 mm et les femelles de 3,84 à 4,25 mm.

## Publication originale
- Wanless, 1988 : A revision of the spider group Astieae (Araneae: Salticidae) in the Australian region. New Zealand journal of zoology, vol. 15, no 1, p. 81-172.